# Alexander Kanengoni
Alexander Kanengoni (* 1951 in Enkeldoorn, Südrhodesien; † 12. April 2016 in Harare) war ein Journalist und Schriftsteller aus Simbabwe.

## Leben
Kanengoni war ein Guerillero und Weggefährte des simbabwischen Präsidenten Robert Mugabe, dessen umfassende Landreform er unterstützte. In seinem Buch Echoing Silences beschreibt er Vorkommnisse im Befreiungskrieg gegen die weiße Minderheitsregierung von Ian Smith. Mit seinem heroisierenden und idealisierenden Schreibstil unterstützte er den Aufbau einer simbabwischen Identität.
Alexander Kanengoni arbeitete bei der Zimbabwe Broadcasting Corporation als Head of Research Service.

## Publikationen
- Effortless Tears, Kurzgeschichten, Academic Books, 1993.
- Echoing Silences, Roman, Heinemann, 1988.[2]
- When the Rainbird Cries, Longman, 1988.